# Merijn Vunderink
Merijn Vunderink (* 10. April 1970) ist ein niederländischer Geschwindigkeitsskifahrer. 

## Werdegang
Vunderink gab sein Debüt am 27. Februar 2002 im Speedski-Weltcup. Seine beste Platzierung in der Gesamtwertung holte er sich in den Saisons 2003/04 und 2008/09 mit dem 5. Platz. Bei den Speedski-Weltmeisterschaften 2001 belegte er den 14. Platz, 2003 den 13. Platz, 2005 den 4. Platz, 2007 den 13. Platz, 2009 den 11. Platz.